# Acletoxenus formosus
Acletoxenus formosus – gatunek muchówki z rodziny wywilżnowatych i podrodziny Steganinae.
Gatunek ten opisany został w 1864 roku przez F. Hermanna Loewa jako Gitona formosus.
Muchówka o ciele długości od 2 do 3 mm. Głowa jej jest żółta, pozbawiona szczecinek przyoczkowych. Na aristach czułków brak jest długich włosków. Tułów jest żółty z czarnymi, podłużnymi, niekiedy zlanymi ze sobą pasami na śródpleczu. Skrzydła mają żyłkę subkostalną za żyłką barkową bez sierpowatego zakrzywienia. Ubarwienie odnóży jest żółte. Żółty odwłok ma na przednich brzegach tergitów szerokie, ciemne, poprzeczne przepaski.
Larwy są drapieżnikami. Żerują na pluskwiakach z rodziny Aleyrodidae.
Owad znany z Wielkiej Brytanii, Francji, Holandii, Niemiec, Szwajcarii, Austrii, Włoch, Polski, Czech, Słowacji, Węgier, Chorwacji, Ukrainy, Rumunii, Wysp Kanaryjskich, Afryki Północnej i Bliskiego Wschodu.